# Stadhuis van Tienen

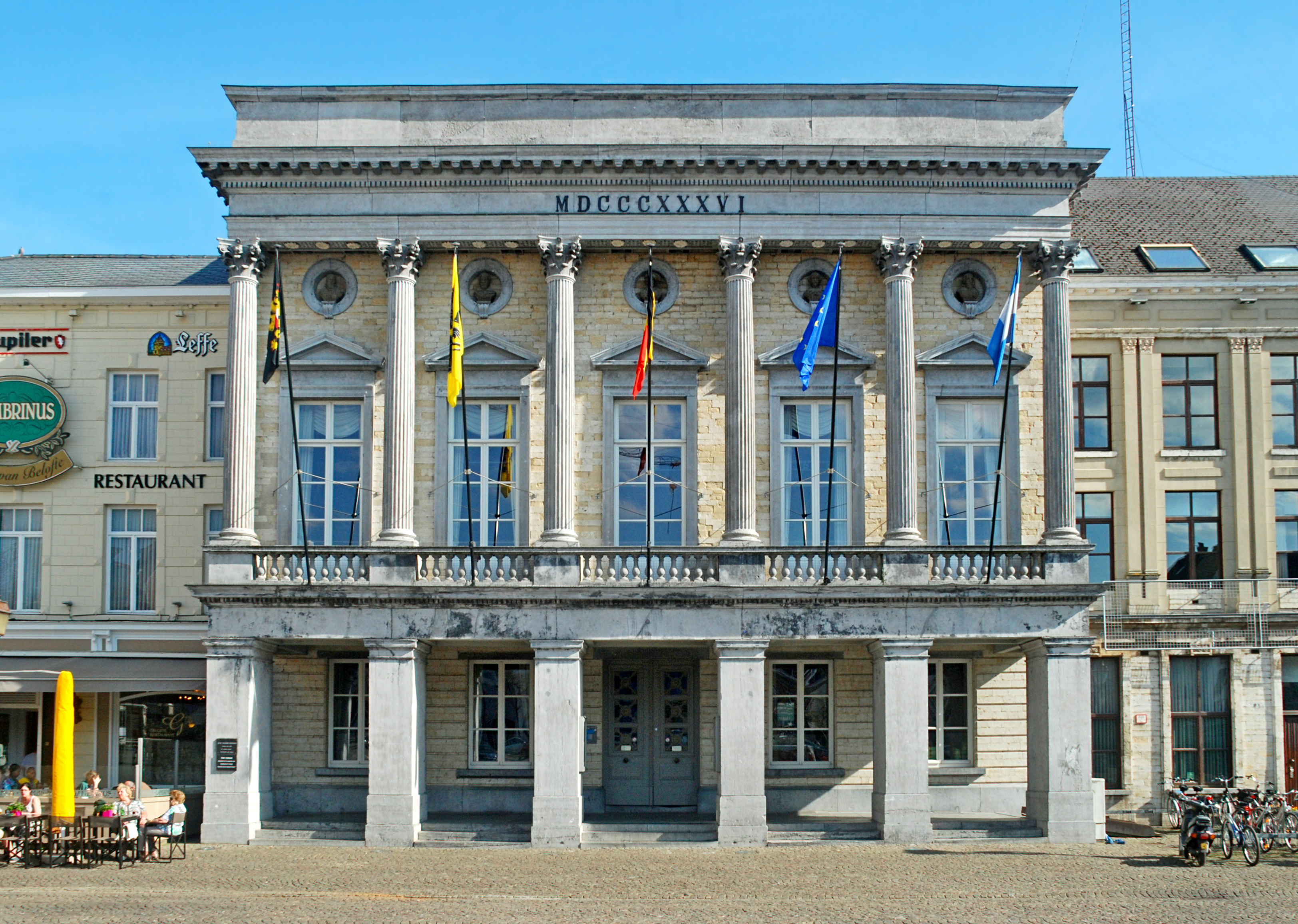
Zicht op het stadhuis van Tienen

Het stadhuis van Tienen staat op de Grote Markt, in het centrum van de stad.

## De oorsprong
Over de exacte datum waarop het eerste stadhuis gebouwd is, bestaat geen duidelijkheid. Het huidige stadhuis is zeker niet het eerste. Dit gebouw staat op de Grote Markt, sinds de verwoesting van de stad in 1635 het nieuwe centrum van Tienen. Het was oorspronkelijk opgericht in Vlaamse renaissancestijl. In de 16e eeuw was het eigendom van de familie Immens. In 1712 kocht de stad het gebouw aan.

## De verbouwing
De voorgevel werd in 1836-37 afgebroken volgens de plannen van K.L. Drossart. In plaats hiervan kwam een voorgevel, rustend op zes Korynthische zuilen en een kroonlijst. In de nieuwe gevel werden nissen aangebracht waarin de borstbeelden prijken van de schilders Van Dyck, Rubens en Coebergher, naast keizer Karel V, Vesalius, Grétry en Justus Lipsius.

## De uitbreiding
Op 15 juni 1979 werd het stadhuis, vergroot met het huis van Delacroix op de hoek van de Peperstraat, plechtig geopend.